# Argentinska Antarktis

Argentinska Antarktis flagga.

Översiktskarta över AA området.

Argentinska Antarktis (spanska: Antártida Argentina, AA) är ett landområde i Antarktis som Argentina ensidigt gör anspråk på.

## Geografi
Området ligger i Västantarktis och sträcker sig mellan 25° V till 74° V (området överlappar delvis med Chilenska Antarktis och Brittiska Antarktis).
Inom området ligger:
- Antarktiska halvön
- Ellsworth Land
- Coats land

Argentinska Antarktis omfattar förutom området på fastlandet även en rad öar i Scotiahavet och Weddellhavet och hela området omfattar cirka 965 597 km² (cirka 2 gånger Sveriges yta).
Området utgör ett departamento (departement) i provinsen "Eldslandet" och förvaltas direkt av Dirección Nacional del Antártico med kontor i Ushuaia.

## Historia
Argentina har gjort anspråk på området sedan den 8 februari 1942. 

## Argentinska utposter i Antarktis

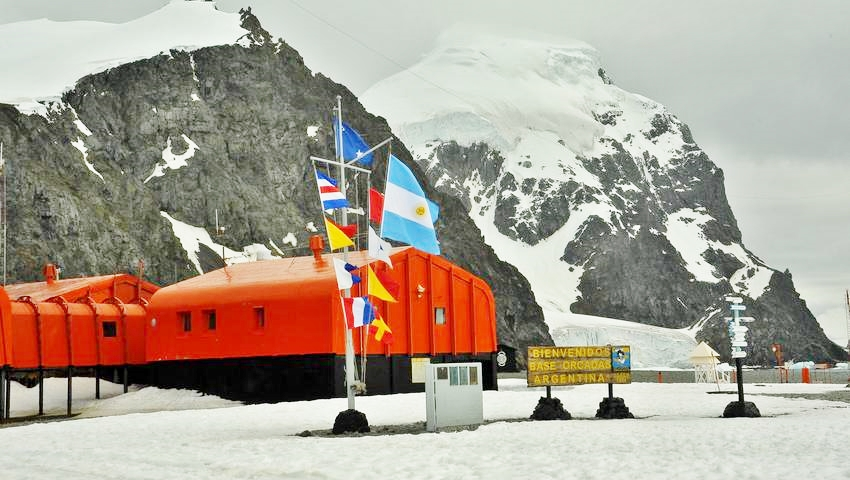
Orcadas-stationen, januari 2018.

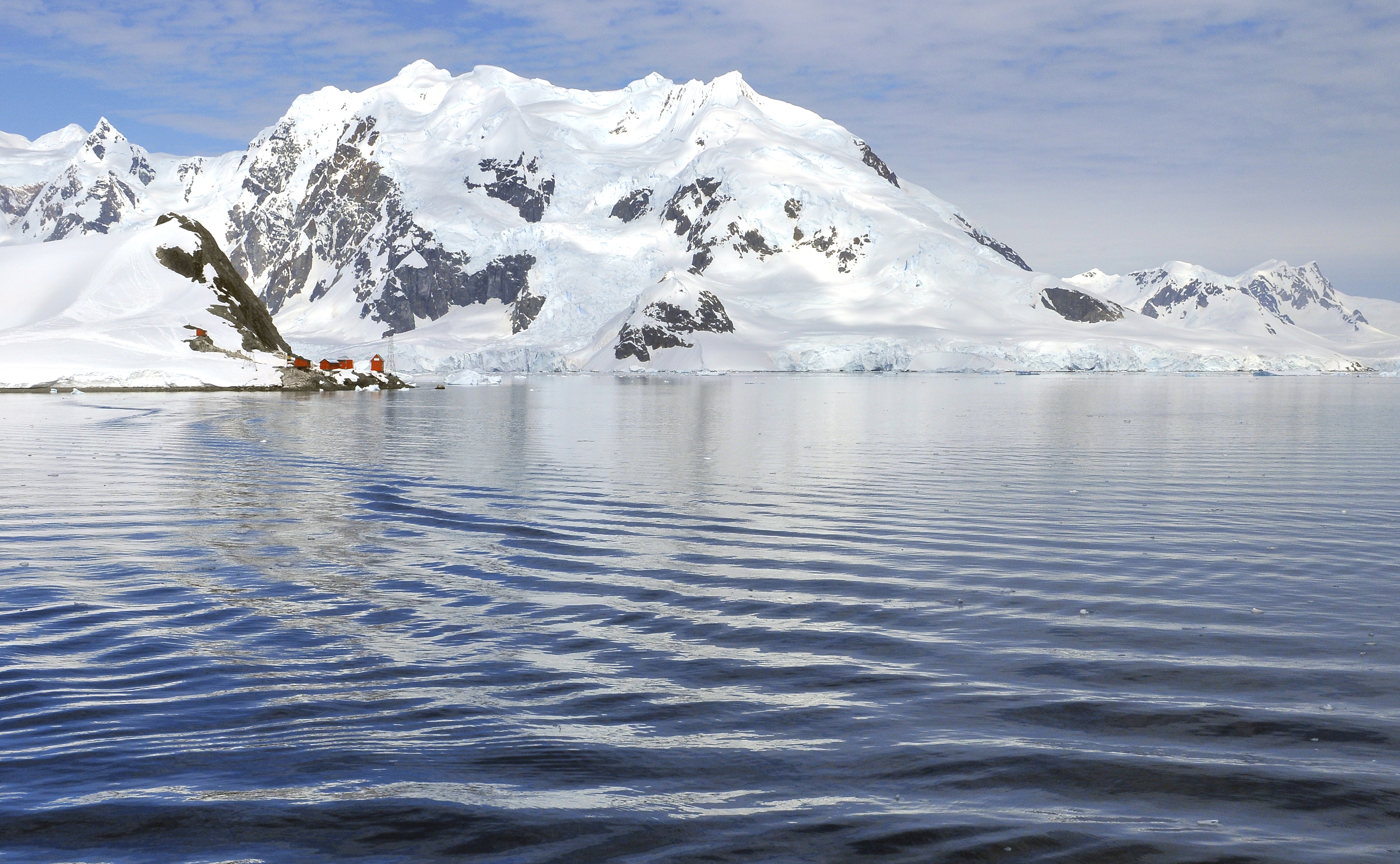
Paradise Harbour med forskningsstationen Almirante Brown i bakgrunden.

I syfte att stärka sina territoriella anspråk har Argentina under många årtionden en omfattande närvaro i området. En särskild betydelse har den civila bosättningen Villa Las Estrellas vid basen Esperanza, där familjer har bostatt sig, och där barn föds och växer upp. 
Argentina har sex permanenta, dvs. året om bemannade forskningsstationer och/eller militärbaser i Argentinska Antarktis:
- Carlini
- Orcadas
- San Martín
- Esperanza (med Villa Las Estrellas)
- Marambio
- Belgrano II

Vidare finns sju stationer som är bemannade under sommaren:
- Brown
- Cámara
- Decepción
- Matienzo
- Melchior
- Petrel
- Primavera